# مرابط (تصوف)

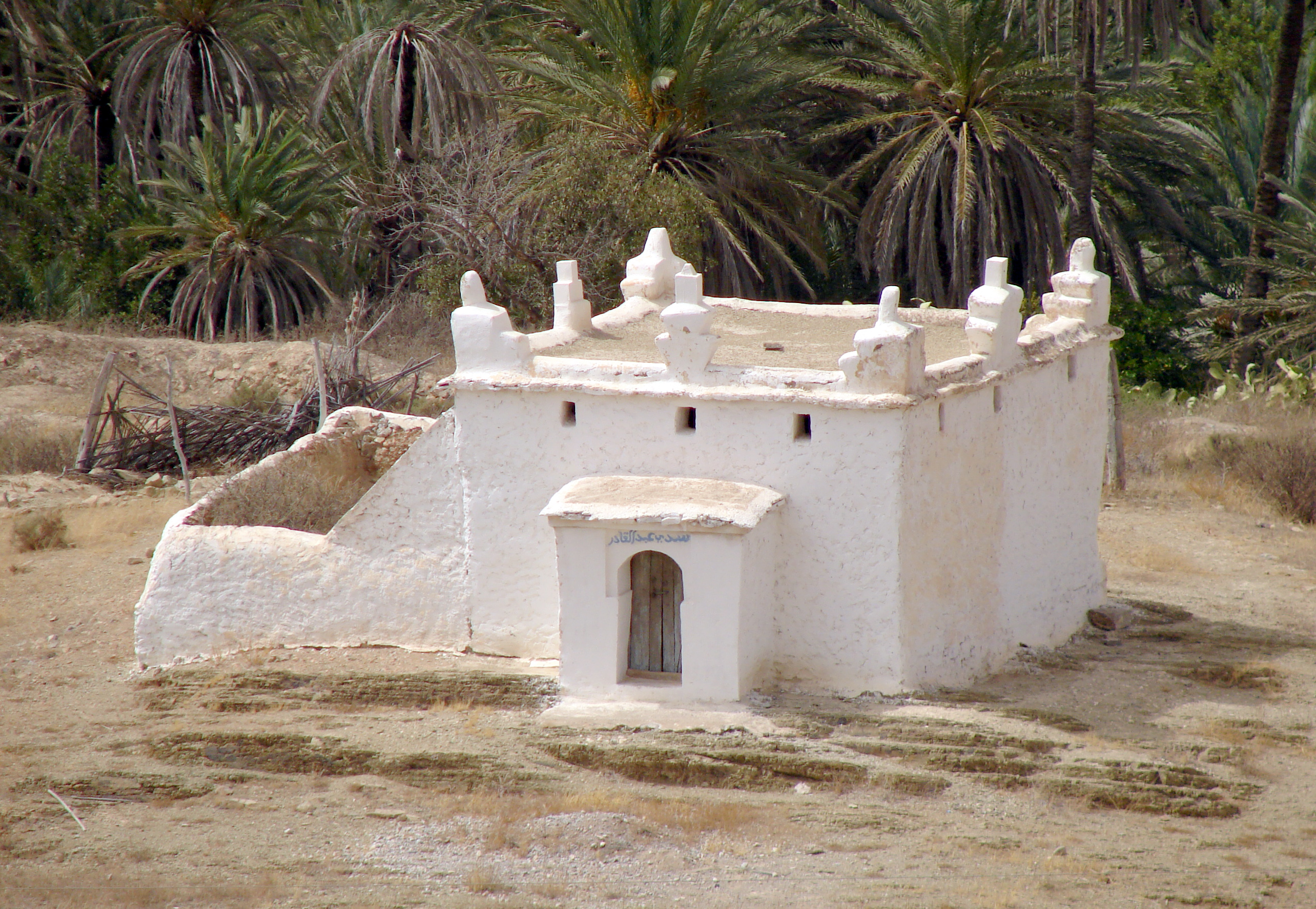

المرابط هو اسم يطلق على الشخص الزاهد في الدنيا أي المتصوف وهو أيضا ولي صالح كما يطلق هذا الاسم على القبة التي يسكنها. يسمى المرابط نسبة إلى المرابطة أي ملازمة المكان وهي تسمية تستعمل في البلدان الإسلامية بشمال أفريقيا.